# Loddes
Loddes ist eine französische Gemeinde mit 167 Einwohnern (Stand: 1. Januar 2022) im Département Allier in der Region Auvergne-Rhône-Alpes (vor 2016 Auvergne); sie gehört zum Arrondissement Vichy und zum Kanton Dompierre-sur-Besbre. 

## Geographie
Loddes liegt etwa 39 Kilometer ostnordöstlich von Vichy am Rand der Landschaft Bourbonnais. Im Gemeindegebiet entspringen mehrere Flüsse: die Loddes im Norden, die Vouzance im Osten, die Petite Têche im Südwesten und die Têche im Nordwesten. 
Umgeben wird Loddes von den Nachbargemeinden Le Donjon im Norden und Nordosten, Lenax im Osten, Montaiguët-en-Forez im Südosten, Andelaroche im Süden, Barrais-Bussolles im Südwesten und Westen sowie Bert im Nordwesten.

## Bevölkerungsentwicklung
| Jahr                       | 1962 | 1968 | 1975 | 1982 | 1990 | 1999 | 2006 | 2011 | 2019 |
| Einwohner                  | 387  | 342  | 270  | 217  | 190  | 191  | 161  | 151  | 167  |
| Quellen: Cassini und INSEE |      |      |      |      |      |      |      |      |      |

## Sehenswürdigkeiten
- Kirche Saint-Pierre, Monument historique seit 2004

Siehe auch: Liste der Monuments historiques in Loddes

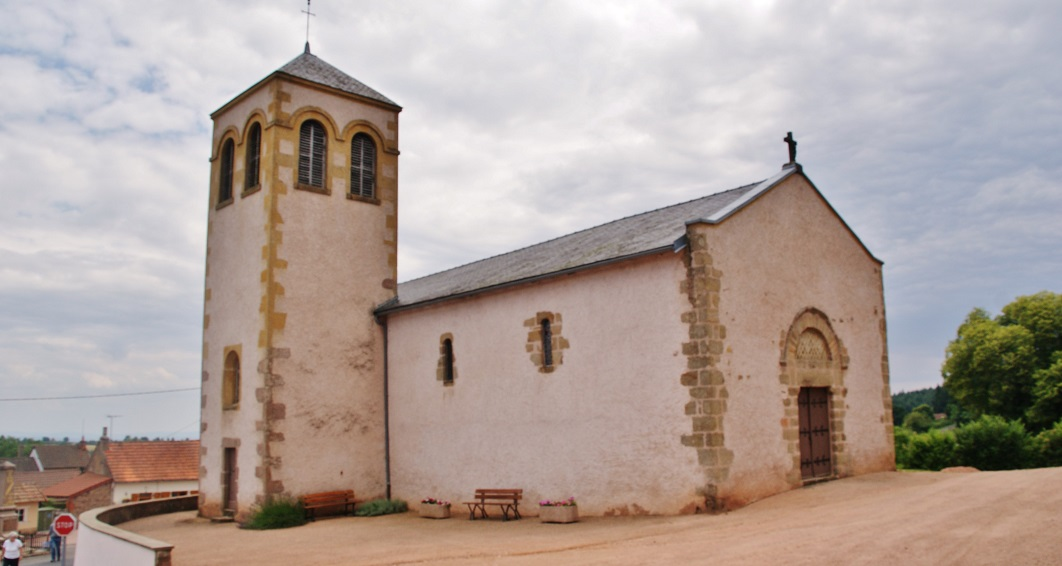
Kirche Saint-Pierre

## Persönlichkeiten
- François Le Lorgne d’Ideville (1780–1852), Politiker und Diplomat, hier begraben